# 893
| Calendário gregoriano                                                        | 893 DCCCXCIII                                        |
| Ab urbe condita                                                              | 1646                                                 |
| Calendário arménio                                                           | 342 – 343                                            |
| Calendário bahá'í                                                            | -951 – -950                                          |
| Calendário budista                                                           | 1437                                                 |
| Calendário chinês                                                            | 3589 – 3590 Início a 23 de janeiro (aproximadamente) |
| Calendário copta                                                             | 609 – 610                                            |
| Calendário etíope                                                            | 885 – 886                                            |
| Calendários hindus - Vikram Samvat - Calendário nacional indiano - Cáli Iuga | 948 – 949 814 – 815 3993 – 3994                      |
| Calendário Holoceno                                                          | 10893                                                |
| Calendário islâmico                                                          | 279 – 281                                            |
| Calendário judaico                                                           | 4653 – 4654                                          |
| Calendário persa                                                             | 271 – 272                                            |
| Calendário rúnico                                                            | 1143                                                 |
| Calendário solar tailandês                                                   | 1436                                                 |

893 (DCCCXCIII, na numeração romana) foi um ano comum do século IX do Calendário Juliano, da Era de Cristo, teve início a uma segunda-feira e terminou também a uma segunda-feira e a sua letra dominical foi G (52 semanas).
No território que viria a ser o reino de Portugal estava em vigor a Era de César que já contava 931 anos.
| Ano completo                         |
| ------------------------------------ |
| Ano comum com início à segunda-feira |

## Nascimentos
- Guilherme I, o Pio (893 - 918) foi Conde de Auvergne, Conde palatino da Borgonha, Duque da Aquitânia e foi também o fundador da Abadia de Cluny em 11 de Setembro de 910.
- Luís IV de Alemanha, m. a 20 ou 24 de setembro de 911.